# Comuna Krîvotîn, Iemilciîne
Krîvotîn (în ucraineană Кривотинська сільська рада) este o comună în raionul Iemilciîne, regiunea Jîtomîr, Ucraina, formată din satele Iameneț, Koseak, Krîvotîn (reședința) și Malîi Krîvotîn.

## Demografie
Componența lingvistică a comunei Krîvotîn
     Ucraineană (99,47%)
     Alte limbi (0,53%)
Conform recensământului din 2001, majoritatea populației comunei Krîvotîn era vorbitoare de ucraineană (99,47%), existând în minoritate și vorbitori de alte limbi.